# Міст Сен-Бенезе
Міст Сен-Бенезе́ також Авіньйонський міст — арковий міст у французькому місті Авіньйон через річку Рону, споруджений у XII столітті. На сьогодні зберігся в зруйнованому стані. Розташований неподалік від Папського палацу.

## Розташування
Міст Сен-Бенезе розташований за колишніми міськими мурами Авіньйона на південно-східному березі річки східного рукава Рони. Міст починається неподалік Соборної скелі (Rocher des Doms), історичного центру Авіньйон. Міст з'єднаний зі сторожовою вежею Папського палацу. Бульвар Ке-де-ла-Лінь (досл. Бульвар Лінійної набережної) проходить під першою аркою мосту.
Авіньйонський міст збудовано в напрямку острова Бертеласс. Частина мосту, що збереглася, перетинає на дві третини східний рукав Рони.

## Історія
Перший міст через Рону в місті Авіньйон було споруджено в 1171–1185 роках. Міст був дерев'яний і під час облоги Авіньйону Людовиком VIII був повністю зруйнований. Новий кам'яний міст було споруджено 1355 року за правління Гуго де Сада II, герб якого досі прикрашає міст. Авіньйонський міст неодноразово зазнав пошкоджень і руйнувань в ході численних воєн та внаслідок повеней. Особливо сильними були пошкодження через повінь 1660 року. Наступна повінь продовжила руйнівну роботу, тож від мосту залишилися лише перші чотири арки. Ще в XIV столітті на третій опорі мосту було споруджено подвійну капелу, яка дійшла до нас у зруйнованому стані.
1840 року Авіньйонський міст було занесено до державного списку історичних пам'яток.
1995 року Міст Сен-Бенезе з каплицею було занесено до списку Світової спадщини ЮНЕСКО.
Міст відомий зокрема завдяки французькій пісні XV століття «Sur le Pont d'Avignon» («На Авіньйонському мосту»).